# NOMA
NOMA(ノマ）は2016年に発足した、映像スタジオ。

## 概要
2016年4月に、太一(監督・プロデューサー/EDLEAD inc. CEO 米国カリフォルニア）が発起人となり発足。同年10月1日に正式始動が発表された。監督、プロデューサー、アクター、シネマトグラファー、作曲家などが所属し、映像製作を行う。最新鋭の映像表現を追求する、技術者、研究者、クリエイター、アーティスト、事業家なども参加している。実写VR映像製作をコアコンピタンスとしている。2018年4月に産経新聞より、世界初のVR連載となる12作品を一挙配信。2019年の同連載第二弾の中で、国際長編映画のプリプロダクションが進行中だと公表している。

## NOMAが開発した技術
CoViR  (カヴァー / Complement Virtual Reality)
360°空間の中に、さらに2Dスクリーンを設置することにより、実写VR映像内でクローズアップやフレーミングを可能にする演出補完技術。
実写VR短編映画「Solid Time」において、初めて使用が確認された。
AART (アート / All Around Recording Technology)
従来の2D映画撮影とは一変して難易度の高いVR撮影技術に革新的な汎用性をもたらす撮影環境技術。実写VR映像に既存の映画撮影に近いカメラワークと効果を実現した。NOMAの映像作品において、多用されている。